# Elisa Lasowski
Elisa Lasowski (L'Aia, 15 novembre 1986) è un'attrice francese. Nota per il ruolo della regina Maria Teresa d'Asburgo nella serie televisiva Versailles.

## Biografia
Ha avviato la sua formazione professionale nel mondo della recitazione a Londra, presso Drama Studios, completando il ciclo di studi nel 2005. Dopo due anni, inizia a recitare nel mondo del cinema e della  televisione.
Il ruolo per il quale è maggiormente conosciuta e quello della regina Maria Teresa d'Asburgo nella serie televisiva franco-canadese Versailles trasmessa su Canal+.

## Filmografia

### Cinema
- La promessa dell'assassino (Eastern Promises), regia di David Cronenberg (2007)
- Somers Town, regia di Shane Meadows (2008)
- The Comedian, regia di Tom Shkolnik (2012)
- Hyena, regia di Gerard  Johnson (2014)
- Il sapore del successo (Burnt), regia di John Wells (2015)
- Picnic in Gaza, regia di Philippe Vartan Khazarian(2016)
- Blood Machines, registi vari (2019)
- Sympathie pour le diable, regia di Guillaume de  Fontenay (2019)
- Police, regia di Anne Fontaine (2020)
- Kompromat, regia di Jérôme Salle (2022)
- Hill of Vision, regia di Roberto Faenza (2022)

### Televisione
- Line of Duty – serie TV, 2 episodi (2012)
- Il Trono di spade – serie TV, episodio 3x01 (2013)
- Skins – serie TV, episodio 7x04 (2013)
- Versailles – serie TV, 26 episodi (2015-2018)
- Monarch: Legacy of Monsters – serie TV, 8 episodi (2023-2024)

### Cortometraggi
- Wintering, regia di Iain Finlay (2009)
- Paris/Sexy, regia di Ruth Paxton (2010)
- Baroque, regia di Ruth Paxton (2011)
- Taking Life, regia di Steve Reeves (2011)
- Les Voix, regia di Sarah Lasry (2013)
- Severed Garden, regia di Goncalo Almeida (2015)

## Doppiatrici italiane
- Francesca Manicone in Versailles

- Chiara Gioncardi in Hill of Vision